# Отон III, цар Светог римског царства
Отон III (980—23. јануар 1002) је био краљ Немачке (983—1002) и цар Светог римског царства (996—1002). Четврти је владар из Отонске династије.

### Период регентства
Постао је краљ Немачке 983. када му је умро отац Отон II. Изабран је за краља са само три године. После крунисања за краља, свргнути војвода Хенрик II Баварски га је отео с циљем да тако осигура положај регента. Међутим у мају 984. био је присиљен да врати Отона његовој мајци, византијској принцези Теофанији, која је била регент до своје смрти 991. године. До 994. регенти су били Отонова бака Аделаида и надбискуп Мајнца Вилигис.

### Избор првог немачког папе
Отон је као краљ покушао да поврати славу и моћ античког Рима са собом на челу теократске државе. Папа Јован XV га је позвао 996. да угуши побуну римског великаша Кресентија II. Отон је проглашен краљем Италије у Павији, али кад је дошао до Рима папа је већ био мртав. У Риму је наместио, тако да је његов рођак Бруно из Корушке постао нови папа Гргур V. То је био први немачки папа.

### Отон је цар са визијом уједињеног Римског царства
Нови папа крунисао је Отона за цара Светог римског царства 21. маја 996. у Риму.
Главни саветници су му били Герберт (касније папа Силвестер II) и бискуп Адалберт Прашки. Отон је био цар у Риму, иза себе је имао двојицу саветника визионара, а мајка му је била из Византије. Зато је маштао о обнови јединственог царства, које би обухватило папство, Византију и Римско царство.
Чак је на двору увео неке грчке обичаје.

### Обрачун са Кресентијем и постављање лојалних папа
Када је Отон напустио Рим 997. великаш Кресентија II је свргао папу Гргура V и поставио антипапу Јована XVI. Отон се вратио у Италију 998. и заузео Рим.
Кресентија II је убио, а антипапу мучио и ослепео. Гргура V је поново поставио за папу.
Отон је одредио Рим као административни центар свога царства. Оживео је римске обичаје и византијске дворске церемоније. Узео је титуле „слуга Исуса Христа“, „слуга апостола“ и „цар света“. 
Након смрти папе Гргура V 999, умро под чудним околностима, Отон је изабрао свог саветника Герберта за новог папу Силвестра II.

### Ходочашћа и сусрети са Болеславом Храбрим и Светим Стефаном Угарским
Пошто је био ватрени хришћанин цар Отон је ишао на неколико ходочашћа од 998. до 1000. године. Путовао је на полуострво Гаргано у Италији и у Гету. Касније је ишао у Гњезно у Пољској, где се налазио гроб Адалберта Прашког. Током сусрета са Болеславом Храбрим основао је Пољску надбискупију.
Током путовања по Источној Европи ојачао је везе са пољским војводством и са Светим Стефаном Угарским.
Свети Стефан Угарски је тада тражио и добио круну од папе Силвестра II. Та круна се назива отада „круна Светог Стефана“, а угарске земље су се означавале као земље круне Светог Стефана.
Отон је 1000. посетио гроб Карла Великог у Ахену и одатле је уклонио реликвије. Део тела Адалберта Прашког је донео из Пољске и ставио је у новосаграђену цркву у Риму. Додао је ту и кожу светог Бартоломеја

### Побуне Тибура и Рима и смрт
Град Тибур (Тиволи) био је ривал Рима. У Тибуру је 1001. избила мала побуна. Отон је заузео град, а да при томе није казнио становнике Тибура. То је изазвало бес Римљана, који су желели да се Тибур уништи. Због тога је у фебруару 1001. у Риму избила побуна. Започета је опсада Отонове палате, па је он побегао из града. Повукао се у Равену. Када је сакупио војску Отон је кренуо јужно на Рим, али је умро на путу 23. јануара 1002. Византијска принцеза која је требало да се уда за Отона се управо тада искрцавала у Италији.
О Отоновој смрти постоје разне приче, од маларије до тровања. Његово тело је пренето у Ахен, где је сахрањен крај Карла Великог. Ипак, његов гроб је изгубљен.

## Породично стабло
|  |                                       |  |  |  |  |  |  |  |  |  |  |  |  |  |  |  |
|  | 8. Хенрик I Птичар                    |  |  |  |  |  |  |  |  |  |  |  |  |  |  |  |
|  |                                       |  |  |  |  |  |  |  |  |  |  |  |  |  |  |  |
|  |                                       |  |  |  |  |  |  |  |  |  |  |  |  |  |  |  |
|  | 4. Отон I, цар Светог римског царства |  |  |  |  |  |  |  |  |  |  |  |  |  |  |  |
|  |                                       |  |  |  |  |  |  |  |  |  |  |  |  |  |  |  |
|  |                                       |  |  |  |  |  |  |  |  |  |  |  |  |  |  |  |
|  | 9. Матилда од Рингелхајма             |  |  |  |  |  |  |  |  |  |  |  |  |  |  |  |
|  |                                       |  |  |  |  |  |  |  |  |  |  |  |  |  |  |  |
|  |                                       |  |  |  |  |  |  |  |  |  |  |  |  |  |  |  |
|  | 2. Отон II                            |  |  |  |  |  |  |  |  |  |  |  |  |  |  |  |
|  |                                       |  |  |  |  |  |  |  |  |  |  |  |  |  |  |  |
|  |                                       |  |  |  |  |  |  |  |  |  |  |  |  |  |  |  |
|  | 10. Рудолф II од Бургундије           |  |  |  |  |  |  |  |  |  |  |  |  |  |  |  |
|  |                                       |  |  |  |  |  |  |  |  |  |  |  |  |  |  |  |
|  |                                       |  |  |  |  |  |  |  |  |  |  |  |  |  |  |  |
|  | 5. Аделаида од Италије                |  |  |  |  |  |  |  |  |  |  |  |  |  |  |  |
|  |                                       |  |  |  |  |  |  |  |  |  |  |  |  |  |  |  |
|  |                                       |  |  |  |  |  |  |  |  |  |  |  |  |  |  |  |
|  | 11. Берта Швапска                     |  |  |  |  |  |  |  |  |  |  |  |  |  |  |  |
|  |                                       |  |  |  |  |  |  |  |  |  |  |  |  |  |  |  |
|  |                                       |  |  |  |  |  |  |  |  |  |  |  |  |  |  |  |
|  | 1. Отон III                           |  |  |  |  |  |  |  |  |  |  |  |  |  |  |  |
|  |                                       |  |  |  |  |  |  |  |  |  |  |  |  |  |  |  |
|  |                                       |  |  |  |  |  |  |  |  |  |  |  |  |  |  |  |
|  | 12. Pantherios Skleros                |  |  |  |  |  |  |  |  |  |  |  |  |  |  |  |
|  |                                       |  |  |  |  |  |  |  |  |  |  |  |  |  |  |  |
|  |                                       |  |  |  |  |  |  |  |  |  |  |  |  |  |  |  |
|  | 6. Constantine Skleros                |  |  |  |  |  |  |  |  |  |  |  |  |  |  |  |
|  |                                       |  |  |  |  |  |  |  |  |  |  |  |  |  |  |  |
|  |                                       |  |  |  |  |  |  |  |  |  |  |  |  |  |  |  |
|  | 13. Gregoria, daughter of Bardas      |  |  |  |  |  |  |  |  |  |  |  |  |  |  |  |
|  |                                       |  |  |  |  |  |  |  |  |  |  |  |  |  |  |  |
|  |                                       |  |  |  |  |  |  |  |  |  |  |  |  |  |  |  |
|  | 3. Теофанија                          |  |  |  |  |  |  |  |  |  |  |  |  |  |  |  |
|  |                                       |  |  |  |  |  |  |  |  |  |  |  |  |  |  |  |
|  |                                       |  |  |  |  |  |  |  |  |  |  |  |  |  |  |  |
|  | 14. Leo Phokas the Younger            |  |  |  |  |  |  |  |  |  |  |  |  |  |  |  |
|  |                                       |  |  |  |  |  |  |  |  |  |  |  |  |  |  |  |
|  |                                       |  |  |  |  |  |  |  |  |  |  |  |  |  |  |  |
|  | 7. Sophia Phokaina                    |  |  |  |  |  |  |  |  |  |  |  |  |  |  |  |
|  |                                       |  |  |  |  |  |  |  |  |  |  |  |  |  |  |  |
|  |                                       |  |  |  |  |  |  |  |  |  |  |  |  |  |  |  |
|  | 15. NN. Maleinos                      |  |  |  |  |  |  |  |  |  |  |  |  |  |  |  |
|  |                                       |  |  |  |  |  |  |  |  |  |  |  |  |  |  |  |
|  |                                       |  |  |  |  |  |  |  |  |  |  |  |  |  |  |  |